# Wilhelm Kronsbein (Politiker)

Wilhelm Kronsbein

Wilhelm Kronsbein (* 13. August 1884 in Dorstfeld, Landkreis Dortmund, Westfalen; † 5. Februar 1972 in Wilhelmshaven, Niedersachsen) war ein deutscher Politiker (NSDAP).

## Leben und Wirken
Nach dem Besuch der Volksschule wurde Kronsbein zum Elektriker ausgebildet. Im Februar 1903 trat er in die kaiserliche Marine ein, aus der er 1912 im Rang eines Obermaschinistenmaates ausschied. Während seiner Dienstzeit besuchte Kronsbein mehrere militärische und technische Lehrkurse.
Von 1914 bis 1918 nahm Kronsbein am Ersten Weltkrieg teil, in dem er als Polizist und Kammerunteroffizier im Festungslazarett „Deckoffizierschule“ in Wilhelmshaven eingesetzt wurde. Nachdem Kronsbein am 4. Februar 1919 der Armee ausschied, legte er am 22. November 1921 vor der Handwerkskammer Oldenburg die Meisterprüfung ab. Am 16. Juni 1928 fand Kronsbein eine Beschäftigung auf der Marinewerft in Rüstringen. Seit dem April des Jahres 1930 gehörte er dem dortigen Betriebsrat an, dessen Vorsitzender er am 7. April 1933 wurde.
Zum 1. Oktober 1928 trat Kronsbein in die NSDAP ein (Mitgliedsnummer 102.414). Er übernahm nacheinander Funktionärsposten als politischer Amtswalter, Ortsgruppenleiter, Bezirksleiter und zuletzt als Kreisleiter. Am 1. Januar 1931 wurde Kronsbein Mitglied des Magistrats der Stadt Rüstringen.
Von März 1933 bis März 1936 saß Kronsbein als Abgeordneter der NSDAP für den Wahlkreis 14 (Weser-Ems) im Reichstag. Danach arbeitete er bis zum Kriegsende in der Kriegsmarinewerft Wilhelmshaven.